# Заглядино
Заглядино — железнодорожная станция (населённый пункт) в Асекеевском районе Оренбургской области России. Административный центр Заглядинского сельсовета.

## География
Расположено в северо-западной части Оренбургской области, в пределах Восточно-Европейской равнины, в Заволжско-Предуральской лесостепной провинции, при железнодорожной линии Самара — Кропачёво, на расстоянии примерно 2 км (по прямой) к юго-западу от села Асекеево, административного центра района. Абсолютная высота — 86 м над уровнем моря.
Климат
Климат характеризуется как континентальный с морозной зимой и жарким летом. Среднегодовая температура составляет 2,5 °C. Средняя температура воздуха самого тёплого месяца (июля) — 19 — 22 °C (абсолютный максимум — 40 °C); самого холодного (января) — −17 — −14 °C (абсолютный минимум — −45 °C). Среднегодовое количество атмосферных осадков составляет 420 мм. Снежный покров держится в среднем около 150 дней в году.
Часовой пояс
Станция Заглядино, как и вся Оренбургская область, находится в часовой зоне МСК+2. Смещение применяемого времени относительно UTC составляет +5:00.

## Население
| 2010 |
| ---- |
| 1596 |

Национальный состав
Согласно результатам переписи 2002 года, в национальной структуре населения русские составляли 51 % из 1769 чел., татары — 31 %.